# بچه‌های بی‌سر
بچه‌های بی‌سَر (به انگلیسی: The Headless Children) نام ۴اُمین آلبوم استودیویی گروه هوی متال وسپ است که در ۱۵ آوریل ۱۹۸۹ و با لیبل کَپیتال منتشر شد.
بچه‌های بی‌سَر پُرفروش‌ترین آلبوم وسپ تا به امروز بوده‌است. طرح روی جلد آلبوم مجموعه‌ای از شخصیت‌های تاریخی را در زیر یک جُمجُمهٔ بزرگ انسان نشان می‌دهد و در بخشی از آن جک رابی در حال شلیک به لی هاروی اسوالد دیده می‌شود.
بچه‌های بی‌سَر آخرین آلبوم وسپ در دههٔ ۱۹۸۰ میلادی بود که کریس هُلمز در آن مشارکت داشت. او پس از این آلبوم تقریباً به مدت ۱ دهه از وسپ دور ماند تا این‌که در سال ۱۹۹۷ و برای ضبط آلبوم بکُش بگا بمیر مجدداً به بلکی لاولس و همگروهی‌هایش پیوست.

## افراد مشارکت‌کننده
- بلکی لاولس: آواز و ریتم گیتار
- کریس هلمز: لید گیتار
- جانی راد: گیتار باس و هم‌آوایی
- فرانکی بنلی: درامز و پرکاشن